# 周以德
周以德（Walter Henry Judd，1898年9月25日—1994年2月13日）是一位美国政治家和医生，美国众议院议员（1943－1963），他坚持保守主义立场，全力支持蒋中正领导下的中華民國政府。

## 在华传教医生
1898年9月25日，周以德出生于美国内布拉斯加州的Rising City，父亲是霍勒斯·亨特·贾德（Horace Hunter Judd），母亲是玛丽·伊丽莎白（格林斯利特）·贾德（Mary Elizabeth (Greenslit) Judd）。 在第一次世界大战接近尾声时，他在美军接受训练。战后，于1923年获内布拉斯加大学医学博士学位。1924-1925年，周以德担任学生志愿运动的秘书长。
1925年9月12日，周以德受美国公理会差会的差遣，从西雅图搭乘“杰克逊船长号”轮船，前往中国从事医疗传教，抵达上海后，安排到南京金陵大学华言学堂接受为期一年的中文培训，次年前往福建北部闭塞的山区小城邵武在一家小诊所，协助毕业于耶鲁大学的资深传教医生福益华（Edward Bliss，1865－1960）。后来成为大城市一家大型医院的院长。1931年返回美国进修。
从1931年至1934年，他在明尼苏达州罗彻斯特的梅奥医院（Mayo Clinic）工作。1934年，他再度回到中国，担任传教医生，接替万德生院长（Percy T Watson），担任山西汾阳医院院长。1937年中日战争爆发后，周以德体验到颠沛流离的战乱生活，他护送妻女到汉口乘坐飞机离开中国时，目睹日军无差别轰炸人口稠密的居民区，然后又冒险只身返回汾阳。1938年2月，日军占领汾阳，医院面临困难，经周以德出面交涉，日军同意撤出医院，而他本人则被限制人身自由。直至同年7月，周以德因帮助一名日军军官治好了性病，才获准返美，回到明尼苏达州。 
周以德认为中国文化与基督信仰并不冲突，对中国人、中国文化传统持正面的评价，尊重、理解、欣赏中国固有的文化传统，以及中国民众的品性和美德。同时，周以德始终百分之百支持蒋介石，还向美国推广孙中山，他曾于1929年在南京观摩中山陵奉安大典，后来在1944年还在国会提出议案，请求将每年3月12日定为孙逸仙日。

## 政治生涯和外交政策
周以德重获自由，回到美国后，放弃传教士身份，改而投身政治，在46个州，举行了1000多场公开巡回演讲，谴责日本侵略战争是完全不义的，践踏基督信仰的原则，呼吁美国政府从最基本的道义责任出发，放弃孤立主义，停止向日本出售战略物资，改为支援中华民国反抗日本侵略，实行对日贸易禁运。
1942年，周以德赢得了明尼苏达州众议员选举，当选为美国国会议员，成为支持中华民国的有力代言人。从1943年至1963年，他在第78至87届美国国会担任众议员长达20年之久。周以德投票赞成1957年和1960年的民权法案 以及美利坚合众国宪法第二十四条修正案。
周以德以雄辩的演说和外交政策方面的专长而闻名。他在全国的公民和政治集会上发表了讲话。他是参议员哈里·S·杜鲁门的好朋友，1943年，他们一起花了两个星期发表演讲支持联合国。在国会中，周以德支持自由国际计划，如杜鲁门主义、马歇尔计划和北约。他呼吁取消移民法中的种族和族裔限制。
周以德是对外援助计划的有力拥护者，这一立场使他与来自路易斯安那州门罗的民主党人奥托·帕斯曼（Otto Passman）形成鲜明对比，后者是众议院对外行动小组委员会的主席，该委员会对此类项目拥有管辖权。帕斯曼解释了他长期以来对该计划的批评："首先，我们不能花光我们的财富。第二，我们不能通过放弃自己来使自己安全。第三，我们不能买朋友。我们曾经被告知，外国援助将阻止共产主义。现在，我们被告知，我们有责任为世界各国购买我们的生活方式。但是，即使我们放弃我们所拥有的一切，我们实际上也不能将他们的生活水平提高1%。"
在芝加哥举行的1960年共和党全国代表大会上，周以德发表了主旨演讲，提名理查德·尼克松-小亨利·卡伯特·洛奇的选票。1962年，周以德被民主党人唐纳德·弗雷泽击败，未能再连任议员。1960年人口普查后，选区被重新划分，严重倾向于美国民主党。周以德的失利增加了帕斯曼在外援小组委员会上的权力。 他是最后一个出生于19世纪的主要政党总统竞选人。1964年，周以德在共和党全国代表大会上被提名参与共和党总统候选人的初选，只获得了少量的选票，没有通过初选。
据传记作者高艳丽介绍：
周以德既是威尔逊式的道德家，也是杰克逊式的保护主义者，他的努力是由基督徒对人类的普遍理解，以及传教士情结所推动的。他同时呼吁美国的国家利益和普遍的基督教道德良知，周以德的经验表明，传教士坚定的勇敢主张，确实有助于塑造美国外交政策，使之从孤立主义的沉睡中觉醒。"。

## 总统自由勋章
1981年，他获得总统自由勋章（美国最高的公民荣誉）。在整个1970年代和1980年代，他在华盛顿哥伦比亚特区积极参与了反对共产主义入侵委员会(Council Against Communist Aggression)。

## 周以德自由奖
美国研究基金会（The Fund for American Studies）每年与乔治梅森大学合作，颁发周以德自由奖（Walter Judd Freedom Award），以表彰在美国和国外推进自由事业的个人。过去的获奖者包括美国前总统罗纳德·里根, 杰克·肯普, 珍妮·柯克帕特里克和 乔治城大学名誉教授乔治·维克斯宁斯。

## 去世
1994年2月13日，周以德因癌症在马里兰州米切尔维尔去世。

## 延伸阅读
- Frohnen, Bruce, ed. American Conservatism: An Encyclopedia (2006) pp. 459–60.
- Edwards, Lee. . New York: Paragon House. 1990. ISBN 978-1-610-83060-7.
- Goodno, Floyd Russell. "Walter H. Judd: Spokesman for China in the United States House of Representatives." (MA thesis. Oklahoma State University, 1970.) online （页面存档备份，存于）
- Ladd, Tony. "Mission to Capitol Hill: A Study of the Impact of Missionary Idealism on the Congressional Career of Walter H. Judd." in United States Attitudes and Policies Toward China: The Impact of American Missionaries (1990): 263-283. online （页面存档备份，存于）
- Yanli, Gao. "Judd's China: a missionary congressman and US-China policy," Journal of Modern Chinese History, December 2008, Vol. 2 Issue 2, pp. 197–219
- Yanli, Gao, and Robert Osburn Jr. "Walter Judd and the Sino-Japanese War: Christian Missionary cum Foreign Policy Activist." Journal of Church and State 58.4 (2015): 615-632.

| 美国众议院             | 美国众议院                                     | 美国众议院               |
| ---------------------- | ---------------------------------------------- | ------------------------ |
| 前任者： 奥斯卡·杨达尔 | 美国众议院议员 来自明尼苏达州第5选区 1943–1963 | 繼任者： 唐纳德·弗雷泽   |
| 政党职务               |                                                |                          |
| 前任者： 亚瑟·兰利     | 共和黨全國代表大會主旨演讲人 1960年            | 繼任者： 马克·哈特菲尔德 |